# 에게르구

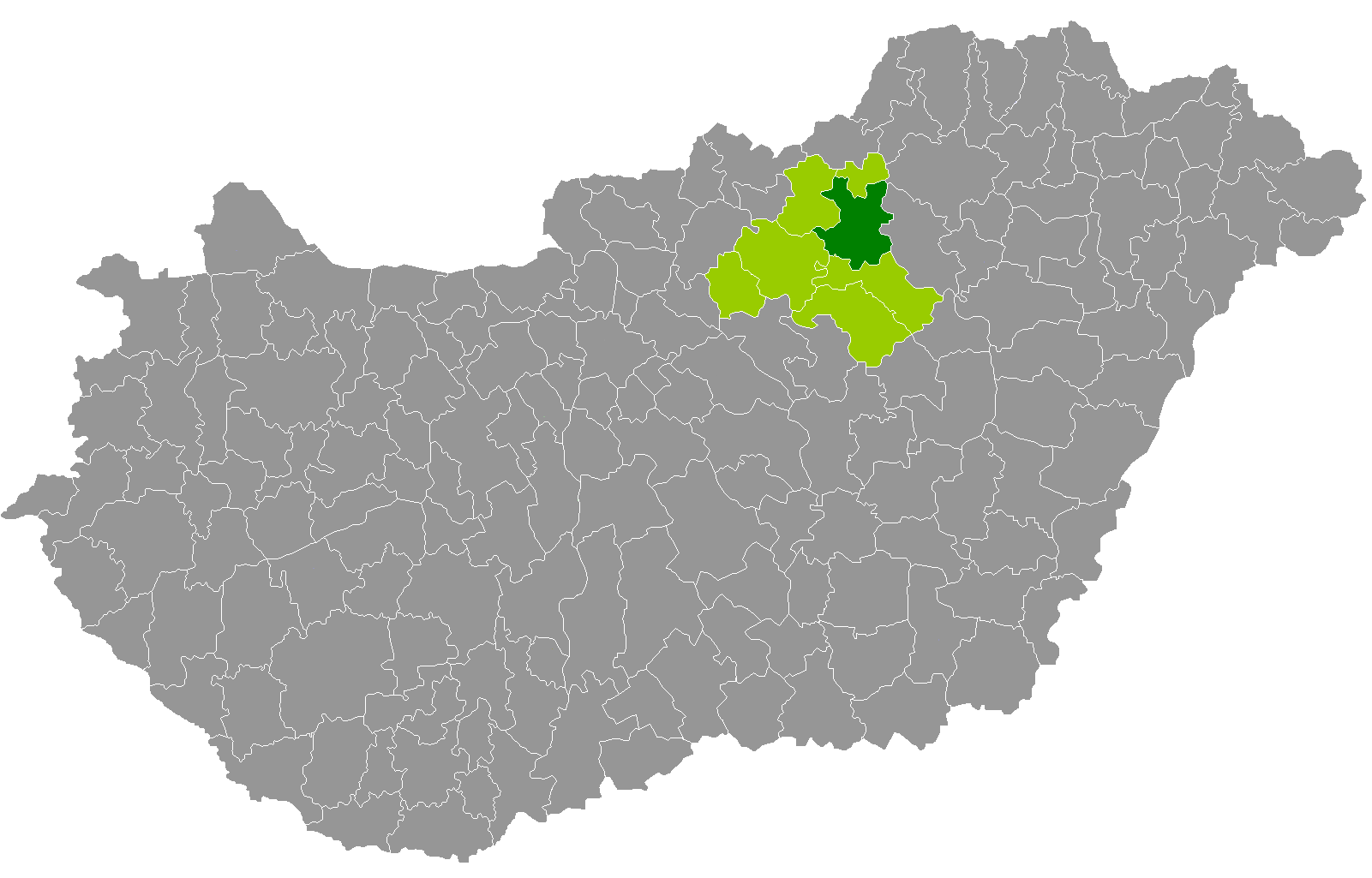
헤베시주 지도에 표시된 에게르구의 위치

에게르구(헝가리어: Egri járás)는 헝가리 헤베시주에 위치한 구로 구청 소재지는 에게르이며 면적은 602.05km2, 인구는 87,939명(2011년 기준), 인구 밀도는 146명/km2이다.
북쪽으로는 벨러파트펄버구, 동쪽으로는 보르쇼드어버우이젬플렌주 메죄쾨베슈드구, 남쪽으로는 퓌제셔보니구, 서쪽으로는 죈죄시구, 페테르바샤러구와 접한다. 22개 지방 자치체(1개 도시주, 1개 시, 20개 마을)를 관할한다.

구 문장